# Podolië (historische regio)

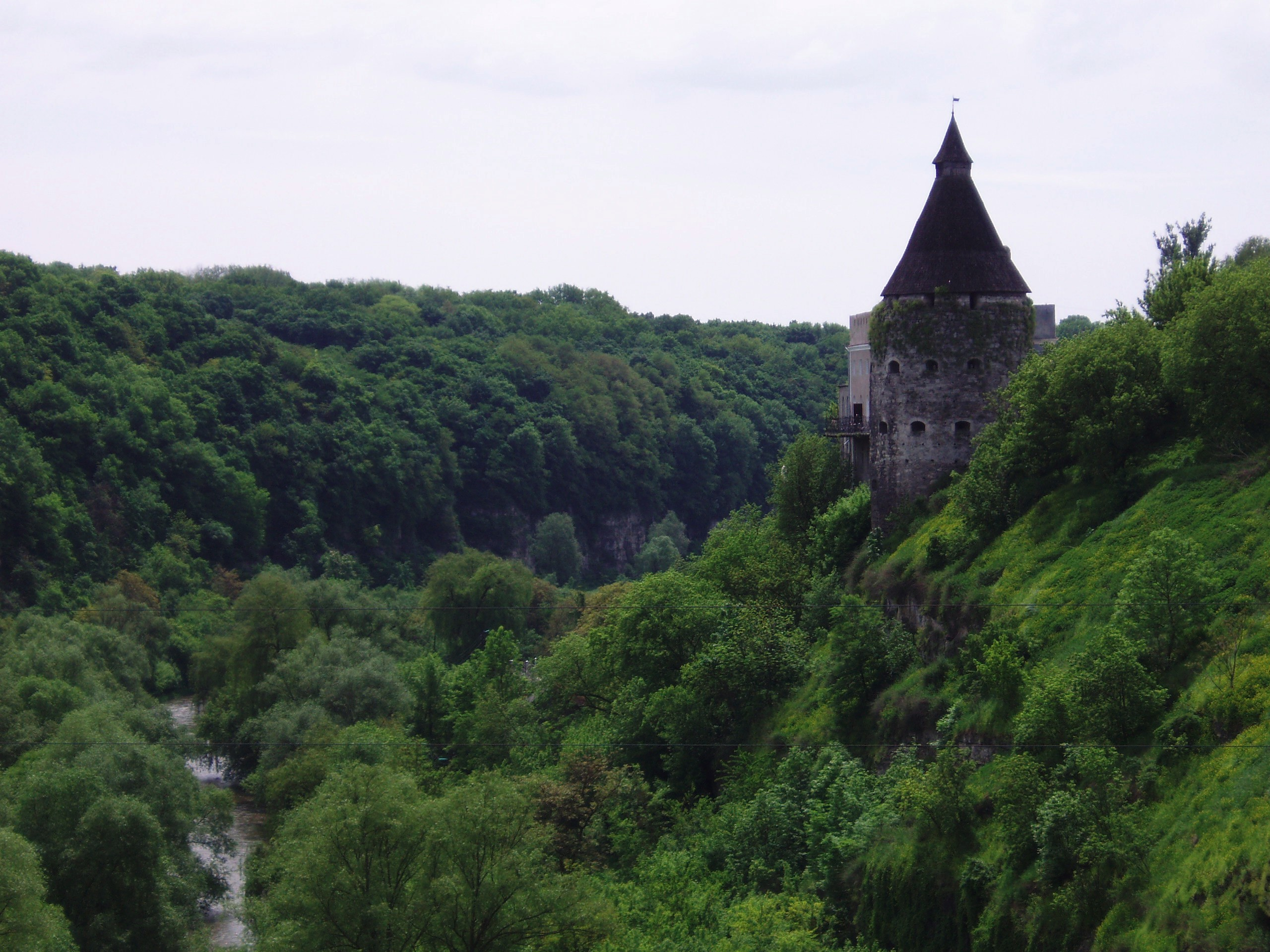
Landschap bij Kamjanets-Podilsky

Podolië (Oekraïens: Поділля, Podillja, Roemeens: Podolia, Pools: Podole, Russisch: Подолье, Podolje) is een historische regio in Oost-Europa, vrijwel geheel behorend tot Oekraïne en voor een klein deel tot Noordoost-Moldavië. 

## Geografie

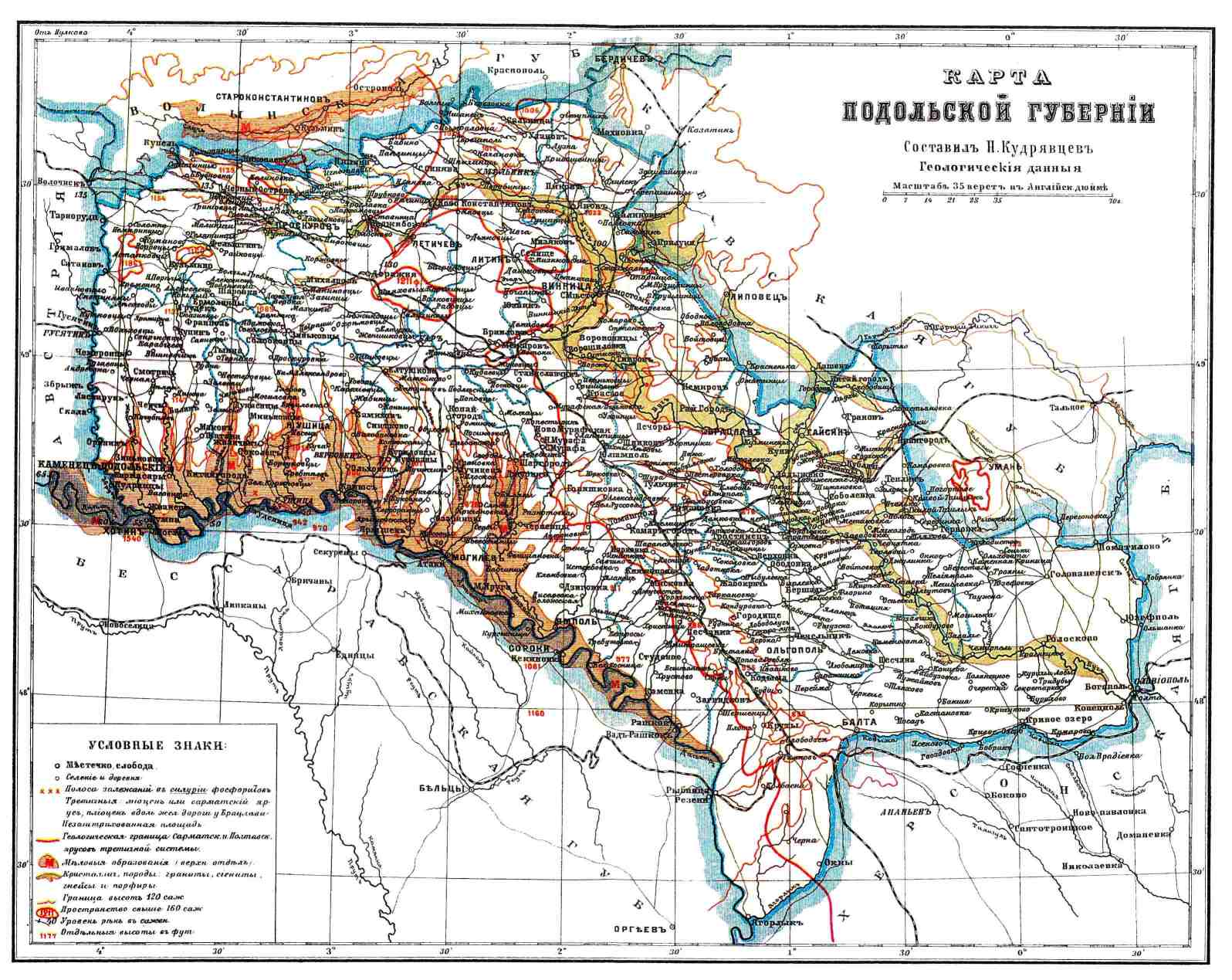
Het gouvernement Podolië in tsaristisch Rusland

Het gebied ligt tussen de rivieren de Dnjestr en de Zuidelijke Boeg en vormt geografisch een gedeelte van het heuvelachtige Wolynisch-Podolisch Plateau, een karstlandschap met diep uitgesleten rivierdalen. De rivier de Zbroetsj, een zijrivier van de Dnjestr, wordt wel als de westgrens van Podolië beschouwd, al wordt het gebied tussen de stad Ternopil en de Zbroetsj soms ook tot Podolië gerekend. Dit gebied wordt Galicisch-Podolië genoemd.
De voornaamste steden in Podolië zijn Vinnytsja en Chmelnytsky (tot 1954: Proskoeriv). Deze twee steden zijn tevens de hoofdsteden van twee gelijknamige oblasten, die samen het overgrote deel van Podolië beslaan.

## Geschiedenis
Podolië wordt sinds de 5e-6e eeuw hoofdzakelijk door Slaven bevolkt en heeft ook een Slavische naam, die laagland betekent. De naam werd voor het eerst gebruikt in de periode dat het gebied tot het grootvorstendom Litouwen behoorde. De Litouwse grootvorst Algirdas had het omstreeks 1363 op de Gouden Horde veroverd. In 1569 ging het met de rest van Litouwen deel uitmaken van het Pools-Litouwse Gemenebest. Na de dood van Vytautas de Grote in 1430 kwam het westelijke deel van Podolië aan Polen, terwijl het oostelijke gebied rond Bratslav Litouws bleef. Dat gebied kwam in 1567 eveneens aan de Poolse kroon. 
Podolië bleef tot 1793 Pools, met een onderbreking tussen 1672 en 1699, waarin het Ottomaanse Rijk het gebied in zijn bezit had. De Vrede van Karlowitz wees Podolië opnieuw aan Polen toe. Met de tweede Poolse deling van 1793 moest Polen afstand doen van het gebied ten gunste van het tsaristische Rusland. Het veel kleinere gebied ten westen van de Zbroetsj was in 1772 met de eerste Poolse deling al aan het Habsburgse Oostenrijk gekomen. Dit gebied, dat tussen 1809 en 1815 nog kortstondig Russisch zou worden, ging deel uitmaken van het kroonland Galicië-Lodomerië en staat sindsdien bekend als Galicisch-Podolië. Rusland richtte aan de andere kant van de Zbroetsj het gouvernement Podolië (Подольская губерния) in, dat tot 1917 zou blijven bestaan.
Voor en tijdens de Russische Burgeroorlog maakte (Oost-)Podolië deel uit van de kortstondige Oekraïense Volksrepubliek (1918), die eind 1918 door de Oekraïense SSR werd overgenomen. Deze nam in januari 1919 de West-Oekraïense Volksrepubliek in zich op, waartoe het voorheen Oostenrijkse gebied ten westen van de Zbroetsj inmiddels behoorde. Dit gebied werd een van de twistappels in de Pools-Russische oorlog en werd in de Vrede van Riga (1921) toegewezen aan de heropgerichte staat Polen. De Oekraïense SSR sloot zich vervolgens bij de Sovjet-Unie aan. 
Het zuidoostelijkste stukje Podolië werd in 1924 ondergebracht in de Moldavische ASSR, het bruggenhoofd van de Sovjet-Unië naar het Roemeense Bessarabië, dat aan de andere kant van de Dnjestr lag. Het zuiden van dit gebied, met de stad Rîbnița, kwam na de Tweede Wereldoorlog in de Moldavische SSR te liggen en vormt thans het noorden van het weerspannige Transnistrië in de republiek Moldavië. Het gebied ten westen van de Zbroetsj kwam sinds de Tweede Wereldoorlog in de Sovjet-Unie te liggen en werd onderdeel van de Oekraïense SSR. Alle Podolische gebieden die in 1991 tot de Oekraïense SSR behoorden gingen in dat jaar deel uitmaken van de republiek Oekraïne.

## Bevolking
De bevolkingssamenstelling van Podolië is in de 20e eeuw grondig veranderd, met name in het nadeel van de Joden. De omvangrijke Joodse gemeenschap van Podolië werd ten tijde van de Tweede Wereldoorlog vrijwel volledig vernietigd.
Het gouvernement Podolië (waar Galicisch-Podolië dus niet toe behoorde) telde in 1897 3.018.299 inwoners. De Oekraïners (destijds: Klein-Russen) maakten daarvan het grootste deel uit (2.442.819), gevolgd door de Joden (369.306), de Russen (98.984), de Polen (69.156), de Roemenen (26.764) en de Duitsers (4069).
Van oudsher waren de Polen de landeigenaren en industriëlen en de Oekraïners de rechteloze boeren, terwijl de joden een tussenpositie innamen: zij woonden als handelaren en middenstanders vooral in de steden en werden door de Oekraïners veelal beschouwd als bondgenoten van de Polen. Tijdens de Chmelnytsky-opstand van 1648/9 werden er tienduizenden omgebracht en werden de Joodse gemeenschappen voor het eerst gedecimeerd. Later kwamen er nieuwe joodse immigranten: in verschillende Podolische steden vormden zij de grootste bevolkingsgroep.
Uiteenlopende Joodse bewegingen hebben hun oorsprong in Podolië: rabbijn Yisroel ben Eliezer (bekender onder de bijnaam Baäl Sjem Tov), de grondlegger van de derde golf van het chassidisme, werd in 1698 geboren in Okopy aan de Zbroetsj. Rabbijn Nachman van Breslov, een nazaat van hem, stichtte in het oostelijke Bratslav de naar dit stadje genoemde chassidische Breslov-beweging. Van een geheel andere orde was de sekte die de zelfbenoemde messias Jakob Frank in de 18de eeuw in Podolië stichtte en die het tegendeel van orthodox was.
Uit een Podolische Joodse familie kwam ook de pianist en componist Anton Rubinstein voort. Zijn geboorteplaats, Vichvatinets bij Rîbniţa, behoort thans tot Moldavië.